# Miss Europe 1997

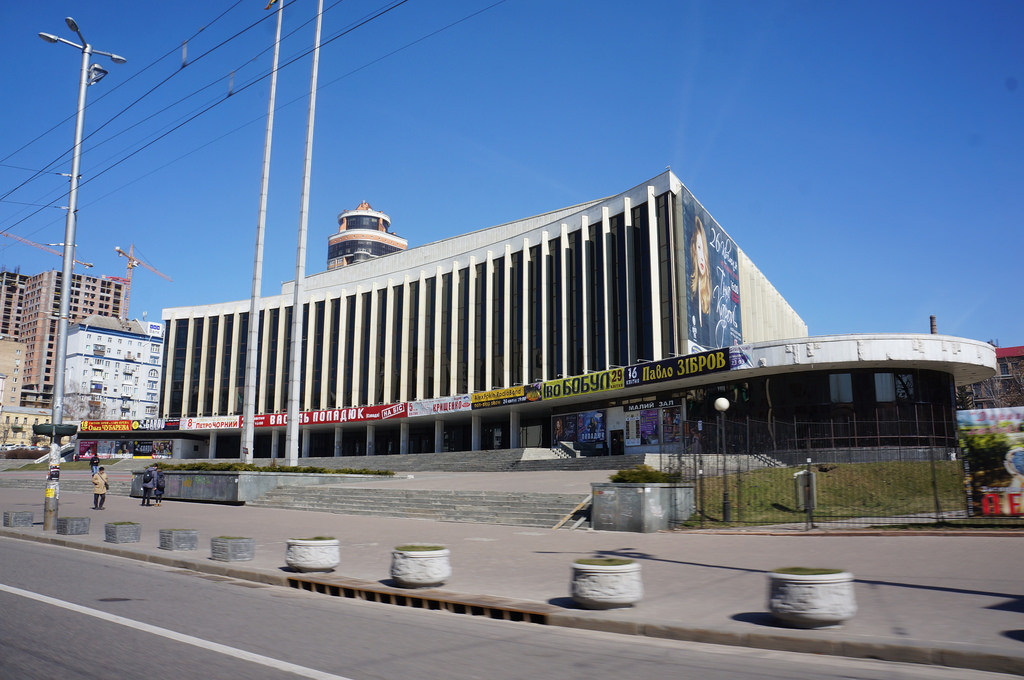
Der Palast der Künste in Kiew, Ort der Veranstaltung

Der Wettbewerb um die Miss Europe 1997 war der einundvierzigste seit 1948, den die Mondial Events Organisation (MEO) durchführte. Sie war von den Franzosen Roger Zeiler und Claude Berr ins Leben gerufen worden, hatte ihren Sitz in Paris und arrangierte den Wettbewerb bis 2002.
Die Kandidatinnen waren in ihren Herkunftsländern von nationalen Organisationskomitees ausgewählt worden, die mit der MEO Lizenzverträge abgeschlossen hatten. Dabei muss es sich nicht in jedem Fall um die Erstplatzierte in ihrem nationalen Wettbewerb gehandelt haben.

## Miss Europe 1997/98
Die Veranstaltung fand am 6. September 1997 im Palast der Künste in der ukrainischen Hauptstadt Kiew statt. Es gab 39 Bewerberinnen. Im Folgejahr 1998 fiel der Wettbewerb aus. Deshalb bezeichnete die MEO ihn und die Siegerin nachträglich als „Miss Europe 1997/98“.
Zehn (überwiegend nordeuropäische) Kandidatinnen verließen die Konkurrenz am 3. September und beklagten sich über Belästigungen und Bedrohungen. So nahmen tatsächlich nur 29 Bewerberinnen am Wettbewerb teil.
| Land                     | Schreibweise bei Pageantopolis | Schreibweise in der Heimatsprache                          | Teilnahme an weiteren Wettbewerben                   |
| ------------------------ | ------------------------------ | ---------------------------------------------------------- | ---------------------------------------------------- |
| Platzierungen            |                                |                                                            |                                                      |
| 1. Griechenland          | Isabelle Darras                | Ισαβέλλα Δάρρα (Isabella Darra)                            |                                                      |
| 2. Polen                 | Agnieszka Zielinska            | Agnieszka Zielińska                                        | Miss World 1996, Miss Universe 1997                  |
| 3. Spanien               | Patricia Jañez Rodríguez       | Patricia Jañez Rodríguez                                   |                                                      |
| 4. Italien               | Flavia Mantovan                | Flavia Mantovan                                            |                                                      |
| 5. Kroatien              | Natalija Bedekovic             | Natalija Bedeković                                         |                                                      |
| Top 12                   |                                |                                                            |                                                      |
| Frankreich               | Delphine Brossard-Martinez     | Delphine Brossard                                          |                                                      |
| Portugal                 | Lara Antunes                   | Lara Antunes                                               | Miss Universe 1997                                   |
| Russland                 | Alexandra Valeryievna Petrova  | Александра Петрова                                         | Miss Universe 1999                                   |
| Slowakei                 | Monika Sulikova                | Monika Šulíková                                            |                                                      |
| Slowenien                | Natasa Smirnov                 | Nataša Smirnov                                             |                                                      |
| Tschechien               | Kristina Fridvalska            | Kristina Fridvalská                                        | Miss Universe 1998                                   |
| Ukraine                  | Nataliya Nadtochey             | Наталія Надточей (ukrainisch), Наталья Надточей (russisch) | Miss Globe 1996, Miss Universe 1997, Miss World 1998 |
| Weitere Teilnehmerinnen  |                                |                                                            |                                                      |
| Armenien                 | Angelina Babajanyan            | Անգելինա Բաբաջանյան                                        | Miss Asia Pacific 1996                               |
| Belarus                  | Anna Dierekh                   | Ганна Дзерак (Ganna Dserak)                                |                                                      |
| Belgien                  | Annelor Van den Bossche        |                                                            |                                                      |
| Bulgarien                | Madlena Kalinova               | Мадлена Калинова                                           |                                                      |
| Estland                  | Natalya Barkova                |                                                            |                                                      |
| Georgien                 | Nino Tskitishvili              | ნინო …იშვილი                                               |                                                      |
| Holland                  | Leonie Maria Boon              | Leonie Boon                                                |                                                      |
| Israel                   | Alexandra Schwartztokh         |                                                            | Model International 1997                             |
| Lettland                 | Inga Kruma                     |                                                            |                                                      |
| Litauen                  | Eva Bzezinska                  | Eva Bžezinska                                              |                                                      |
| Luxemburg                | Sonja Closener                 |                                                            |                                                      |
| Malta                    | Michelle Buttigieg             | Michelle Buttigieg                                         |                                                      |
| Mazedonien               | Aleksandra Petko Petrovska     | Александра Петровска                                       | Miss International 1996                              |
| Rumänien                 | Daciana Honcvic                |                                                            |                                                      |
| Türkei                   | Nilay Ceylan                   | Nilay Ceylan                                               |                                                      |
| Ungarn                   | Klaudia Angelika Toth          | Tóth …                                                     |                                                      |
| Zypern                   | Paraskevi Efstathiou           | Σκεύη Ευσταθίου                                            |                                                      |
| Kandidatur zurückgezogen |                                |                                                            |                                                      |
| Dänemark                 | Mette Ravn Ibsen               | Mette Ravn Ibsen                                           |                                                      |
| Deutschland              | Agathe Neuner                  | Agathe Neuner                                              | Miss Universe 1997                                   |
| England                  | Emma Scott                     | Emma Scott                                                 |                                                      |
| Finnland                 | Taija Jurmu                    | Taija Jurmu                                                |                                                      |
| Irland                   | Michelle Murphy                |                                                            |                                                      |
| Island                   | Harpa Lind Hardardóttir        | Harpa Lind Harðardóttir                                    |                                                      |
| Norwegen                 | Anne Mette Tveiten             | Anne Mette Tveiten                                         |                                                      |
| Schweden                 | Jessica Johansson              | Jessica Johansson                                          |                                                      |
| Schweiz                  | Yara Lederberger               | Yara Ledergerber                                           |                                                      |
| Wales                    | Kate Ann Peyton                |                                                            |                                                      |